# Turing (企業)
Turing株式会社（チューリングかぶしきがいしゃ）は、Ponanzaを開発した山本一成と青木俊介が共同で創業した完全自動運転EVメーカーを目指す日本のスタートアップ。完全自動運転を実現することを目標にしている。EV生産を掲げており、2030年までに年間10000台の生産を実現することを予定していたが、2024年断念した。
2023年2月には東京アールアンドデーと提携し、自社初の車両生産拠点「Turing Kashiwa Nova Factory」を千葉県柏市に新設し、2025年中に製造・販売を予定する自動運転EV100台の生産拠点を確保した。

## 沿革

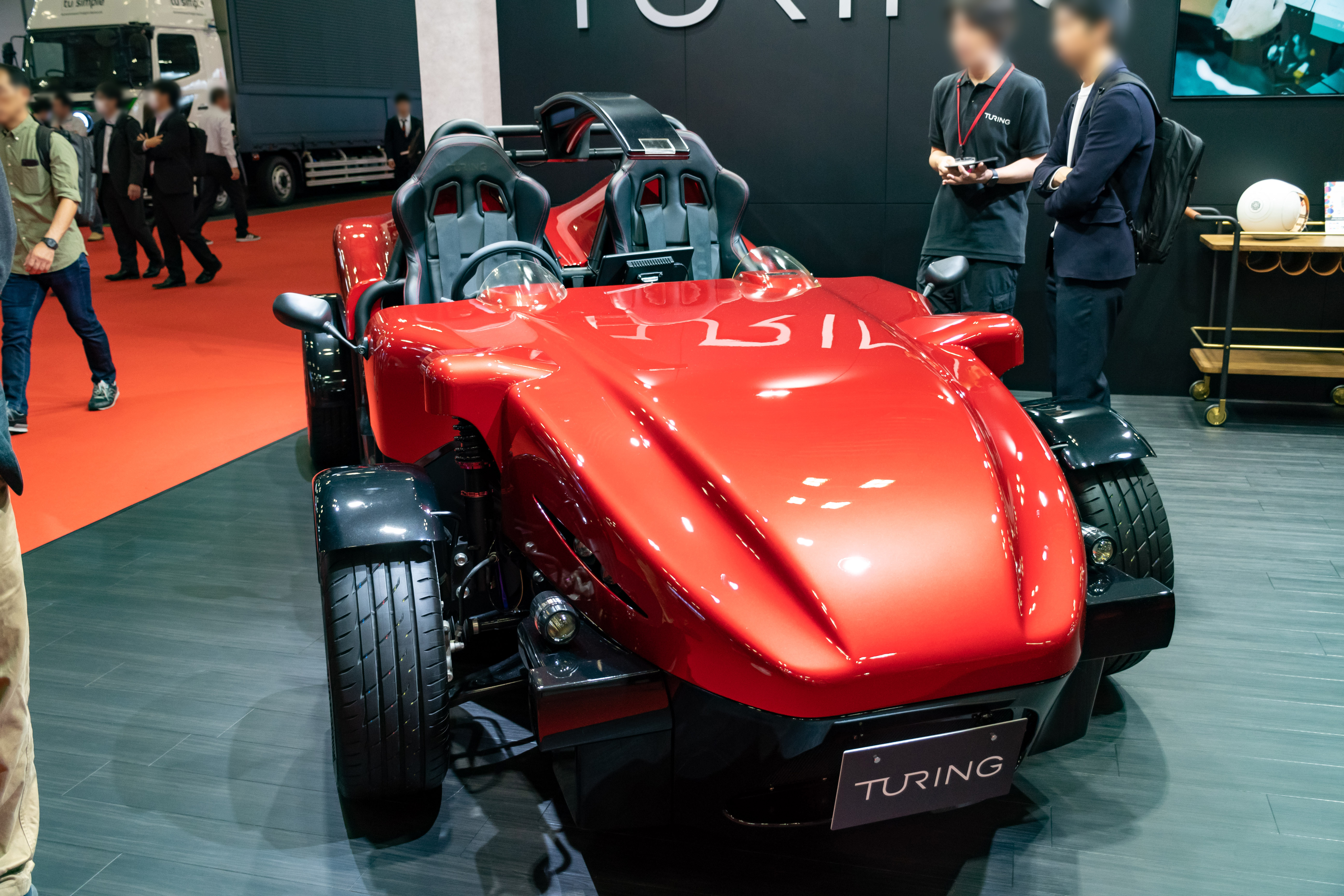
Turing Machine Alpha

2021年8月20日に設立。創業時、山本と青木がホワイトボードに社名候補を書き連ね、「テスラを超えるならそれにふさわしい名前を」という理由で青木が発案した「チューリング」を社名に冠することとなった。
2022年10月12日に自動運転システムの更なる安全性・信頼性・耐久性に関する技術向上を目的とした、AI自動運転走行による国内初の北海道一周長距離走行実証を実施した。
2023年1月にレクサスRX450hをベース車両とした、自社開発したAI自動運転機能を搭載する「THE FIRST TURING CAR」を販売した。販売するにあたり、チューリングオリジナルのエンブレムも制作した。
2023年10月には日産リーフ（ZE1）をベースにしたコンセプトカー「Turing Machine Alpha」をJAPAN MOBILITY SHOW 2023にて公開した。
2023年12月28日に、半導体チップの自社開発を目指す方針を発表した。
2024年1月、組織拡大に伴い本社を増床し、ゲートシティ大崎に移転。

## 施設
本社
2024年1月に組織拡大に伴い本社を増床し、ゲートシティ大崎に移転した。
平和島ラボ